# Dumitrița
Dumitrița (en hongrois : Kisdemeter) est une commune du județ de Bistrița-Năsăud en Transylvanie (Roumanie).